# Joakim Haeggman
Karl Sven Joakim Haeggman (Kalmar, 28 augustus 1969) is een professioneel golfer uit Zweden.
Haegman woont in Dubai. In 2007 werd hij vader.

## Amateur
Haeggman zat in de nationale selectie van 1986 tot en met 1988 en bereikte een scratch-handicap.

## Professional
Haeggman werd in 1989 professional. Dat jaar mocht hij het PLM Open en de Scandinavian Enterprise Open spelen, ging hij naar de Tourschool en behaalde zijn spelerskaart voor de Europese Tour . Daar heeft hij twintig jaar lang gespeeld, een periode die slechts onderbroken werd door een ongeval in 1994 tijdens een vriendschappelijk partijtje ijshockey, waarbij zijn schouder uit de kom ging en hij enkele ribben brak, een gebroken enkel in 2003 en een jaar op de Challenge Tour in 2008. 
Zijn eerste overwinning op de Challenge Tour was de Wermland Open in 1990. In 1993 was hij de beste op de Open de España, zijn eerste overwinning op de Europese PGA Tour. 
In 1993, 1997 en 2004 stond hij in de top 20 van de Order of Merit van de Europese PGA Tour. In 2022 en 2024 won Haeggman 2 toernooien op de Europese Senior Tour.

### Overwinningen
| Jaar | Toernooi                                | Tour              |
| ---- | --------------------------------------- | ----------------- |
| 1990 | Wermland Open                           | Challenge Tour    |
| 1992 | SI Compaq Open                          | Challenge Tour    |
| 1993 | Peugeot Spanish Open                    | Europese PGA Tour |
| 1994 | Benson and Hedges Malaysian Open        | Asia Golf Circuit |
| 1997 | Volvo Scandinavian Masters              | Europese PGA Tour |
| 1998 | Central Open (Argentinië)               | -                 |
| 2001 | King Hassan II Trophy                   | -                 |
| 2004 | Qatar Masters                           | Europese PGA Tour |
| 2008 | AGF-Allianz Open Côtes d'Armor Bretagne | Challenge tour    |
| 2022 | MCB Tour Championship                   | Legends Tour      |
| 2024 | HSBC India Legends Championship         | Legends Tour      |

### Teamdeelnames
In 1993 was hij de eerste Zweedse speler die in het Ryder Cup team werd opgenomen, Captain was toen Bernard Gallacher.
- Ryder Cup: 1993
- Alfred Dunhill Cup: 1993, 1997
- World Cup: 1993, 1994, 1997, 2004

### Resultaten op deMajors
| Major                 | 1989 | 1990 | 1991 | 1992 | 1993 | 1994 | 1995 | 1996 | 1997 | 1998 | 1999 | 2000 | 2001 | 2002 | 2003 | 2004 | 2005 | 2006 | 2007 | 2008 | 2009 | 2010 | 2011 | 2012 | 2013 | 2014 | 2015 | 2016 | 2017 | 2018 | 2019 |
| --------------------- | ---- | ---- | ---- | ---- | ---- | ---- | ---- | ---- | ---- | ---- | ---- | ---- | ---- | ---- | ---- | ---- | ---- | ---- | ---- | ---- | ---- | ---- | ---- | ---- | ---- | ---- | ---- | ---- | ---- | ---- | ---- |
| Masters Tournament    |      |      |      |      |      |      |      |      |      |      |      |      |      |      |      |      | CUT  |      |      |      |      |      |      |      |      |      |      |      |      |      |      |
| U.S. Open             |      |      |      |      |      | CUT  |      |      |      |      |      |      |      |      |      | T57  |      |      |      |      |      |      |      |      |      |      |      |      |      |      |      |
| The Open Championship |      |      |      |      | CUT  | T77  |      | CUT  |      | T38  |      |      |      |      |      | T16  | CUT  |      |      |      |      |      |      |      |      |      |      |      |      |      |      |
| PGA Championship      |      |      |      |      |      | CUT  |      |      |      |      |      |      |      |      |      | CUT  |      |      |      |      |      |      |      |      |      |      |      |      |      |      |      |

CUT = miste de cut halverwege

### Resultaten op deWorld Golf Championships
| Toernooi             | 1999 | 2000 | 2001 | 2002 | 2003 | 2004   | 2005 | 2006 | 2007 | 2008 | 2009 | 2010 | 2011 | 2012 | 2013 | 2014 | 2015 | 2016 | 2017 | 2018 | 2019 |
| -------------------- | ---- | ---- | ---- | ---- | ---- | ------ | ---- | ---- | ---- | ---- | ---- | ---- | ---- | ---- | ---- | ---- | ---- | ---- | ---- | ---- | ---- |
| WGC Kampioenschap    |      |      |      |      |      | T48    |      |      |      |      |      |      |      |      |      |      |      |      |      |      |      |
| WGC Matchplay        |      |      |      |      |      |        | R64  |      |      |      |      |      |      |      |      |      |      |      |      |      |      |
| WGC Invitational     |      |      |      |      |      | opgave |      |      |      |      |      |      |      |      |      |      |      |      |      |      |      |
| WGC - HSBC Champions |      |      |      |      |      |        |      |      |      |      |      |      |      |      |      |      |      |      |      |      |      |